# 엘리아스 이븐 아사드
엘리아스 이븐 아사드(영어: Elyas ibn Asad 혹은 Ilyas, ? - 856년)는 사만 왕조 헤라트의 지배자이다. 아사드 이븐 사만의 자손이다.
엘리아스는 라피 이븐 라이스(Rafi' ibn Laith)의 반역을 저지한 것에 대한 보상으로 아바스 왕조의 칼리파 알마문에게 헤라트를 다스리는 것을 허락받는다. 그러나 엘리아스는 그의 나머지 세 형제들과는 다르게, 트란스옥시아나 지역의 도시가 주어지지 않았다. 엘리아스가 856년에 사망하자, 그의 자손인 이브라힘이 뒤를 이었다.
| 전임 - | 사만 왕조 헤라트의 통치자 엘리아스 이븐 아사드 819년 - 856년 | 후임 이브라힘 이븐 엘리아스 |